# Sphaerodactylus schwartzi
Espèce
Sphaerodactylus schwartzi est une espèce de geckos de la famille des Sphaerodactylidae.

## Répartition
Cette espèce est endémique de la province de Guantánamo à Cuba.

## Étymologie
Cette espèce est nommée en l'honneur d'Albert Schwartz.

## Publication originale
- Thomas, Hedges & Garrido, 1992 : Two new species of Sphaerodactylus from eastern Cuba (Sauria: Gekkonidae). Herpetologica, vol. 48, p. 358-367 (texte intégral).